# ثامر مهدي (كاتب)
ثامر مهدي محمد (1942 - 8 تموز 2023) هو كاتب عراقي وأستاذ جامعي، وناقد من رواد الحركة النقدية المتكاملة بالعراق، وُلد في بغداد، وتوفي في كندا.

## كتبه
- منطق الحكم الجمالي: أطروحته للدكتوراة.
- في المسرح المدرسي: سنة 1985، ذكرَ فيه ثلاثة معايير، المعيار التعليمي واللغوي والجمالي.[9]
- من الأسطورة إلى الفلسفة والعلم: صدر سنة 1990.
- أفلاطون: وهو دراسة في فكر أفلاطون الجمالي، صدر الكتاب سنة 1987.[10]
- المدخل إلى فن التأليف في التلفزيون: كتاب منهجي لكلية الفنون الجميلة، صدر سنة 1987.
- مجموعة قصص في مجلة «العاملون في النفط» بين سنة 1963 و1966.
- ترجمة كتاب «قصة النشوء والتكوين عند قدماء العراقيين وانعكاساتها على العهد القديم».[11]
- ترجمة كتاب «الجمالية» لمؤلفه ويليم بنتون، نشرته دار الشؤون الثقافية العامة سنة 2000.[12]
- ترجمة كتاب «الخليقة البابلية» لمؤلفه ألكسندر هايدل، صدر سنة 2001.[13]
- دراسة تحليلية لبعض النصوص المسرحية المقدمة على المسرح المدرسي 1978 - 1979.[14]

### أعماله الفنية

#### منهجه
ذكرَ ثامر مهدي أنه لا بد في أي عمل مسرحي من التركيز على إحدى الشخصيات التي تحرك بنوازعها وسلوكها عوامل التحدي ودواعى الصراع في المسرحية، وهي التي يطلق عليها اسم البطل (بالإنجليزية: Protagonist)‏ والتي تسير دوما بشكل معاكس لشخصية النقيض (بالإنجليزية: Antigonist)‏، التي تشكل القطب الآخر للصراع، فتعمقه بمعارضتها الدائمة للبطل، وتنميه بالخطط المرسومة لمجابهته بشكل مستمر، وكلما نجح المؤلف في إثارة التعاطف مع البطل وشد الاهتمام إليه إلى درجة الخوف على مصيره أو الخشية عليه من العوامل المعادية حصل التشويق. وتبلغ المسرحية أقصى درجات نجاحها عندما يتم التوحد (بالإنجليزية: Identification)‏ بين المتفرج والبطل.
وقال ناقداً نفسه: «من أخطائي الجوهرية التركيز على عنصر الفكرة اكثر من التركيز على العنصر البشري السائد في القرية فاضطر المخرج لإكمال هذا النقص في تصوير تفاصيل». وقال واصفاً طريق اقتباس الفلم من الرواية: «يكفي أن نشير الى قاعدة رئيسة لبناء السيناريو، فالشريط عرض مرني مسموع وقد تبدو هذه الحالة بديهية ولكنها هي التي تتحكم في بناء السيناريو السينمائي، ثم إنه من غير المجدي المقارنة بين العمل الأدبي والعمل السينمائي المقتبس عنه فالسينما لغتها الصورة، بينما لغة الرواية هي الكلية، فالشريط يقوم بتغيير العسل الأدبي، والإمكانية الوحيدة في الاقتراب منه بتلمّس البنى الدالة على بواطنه، أن نقتبس لا يعني أننا نخون بل أن نحترم، أن نقتبس يعني أن نغيّر وهو تغيير ليس بسيطاً ولا هيّناً إذ يبدأ مع أول سطر كتبه الروائي».

#### أعماله
- إخراج مسرحية كاليغولا لألبير كامو عام 1965.
- إعداد مسرحية لبيرانديللو بعنوان «الفخ» لتعرض في التلفزيون.
- كتابة مسرحيتة الوحيدة «فائض عن الحاجة».
- كتابة سيناريو فيلم «الجريء»، سنة 1981، مشتمل على قصة جندي عراقي مشارك في حرب القادسية الثانية.[18]
- كتابة سيناريو فيلم «العربة والحصان» الذي عُرضَ سنة 1989.[19]
- كتابة سيناريو فلم «الظامئون»، من رواية تحمل العنوان نفسه، للمؤلف عبد الرزاق المطلبي، والمخرج محمد شكري جميل، عُرض سنة 1973.[20]
- كتابة سيناريو وحوار فيلم «العاشق» من رواية «مكابدات عبد الله العاشق» للمؤلف عبدالخالق الركابي، والمخرج محمد منير فنري الذي قال في وصف رواية الفيلم: «كانت تجربة عبّرت عن صحة الاعتماد السينمائي على الروايات والقصص».[21] تضمن الفلم قصة رجل عاشق، قاومَ الاستعمار الإنكليزي.[22]
- كتابة سيناريو فيلم «السلاح الأسود»، للمخرج محمد شكري جميل.
- كتابة سيناريو فيلم «الجزاء»، الذي عُرضَ سنة 1994، مخرجه نزار شهيد الفدعم.[23]
- كتابة سيناريو فيلم «المسرات والأوجاع» من رواية فؤاد التكرلي، للمخرج محمد شكري جميل.
- تأليف مسلسل «حرب البسوس» سنة 1981، من ثلاثة عشر حلقة، مخرجه عمانوئيل رسام، اشترك فيه ممثلون عراقيون، منهم طعمة التميمي، وممثلون عرب، منهم نضال الأشقر.[24]
- كتابة مسلسل «ناظم الغزالي»، من ثلاثةٍ وعشرين حلقة، مخرجه فلاح زكي.[25]
- كتابة مسلسل (شرف المهنة).[26]

## كٌتبه فيه
- الموجة الصاخبة: كتاب ألّفه سامي مهدي.